# Domingo González Lucas
Domingo González Lucas (Madrid, 10 de junho de 1920 — Guayaquil, Equador, 13 de outubro de 1975) foi um matador de touros espanhol. 
Filho de Domingo González Dominguín e irmão de Luis Miguel González Lucas Dominguín e de José González Lucas Pepe Dominguín, todos matadores de touros.
Tomou a alternativa em Madrid, tendo como padrinho Joaquin Rodriguez Ortega Cagancho e como testemunha Emiliano de la Casa García Morenito de Talavera, corria o ano de 1942, ocasião em que lidou o toiro Disciplo, de Domingo Ortega. Retirou-se em Toledo no dia 16 de setembro de 1948, numa corrida em que atuaram os seus irmãos, com toiros de Flores Albarrán. A sua carreira, embora breve, foi irregular, mas Domingo Dominguín deixou bem patente nas praças a sua inteligência e capacidade de interpretação dos movimentos dos touro, o que o levava a resolver bem as lides e, segundo os críticos, a suprir a sua falta de classe no toureio. Na sorte de matar, porém, era extremamente eficaz. 
Foi desde sempre conhecida a militância de Domingo Dominguín no Partido Comunista de Espanha. O matador ficou conhecido por ajudar militantes do PCE a sair de Espanha, disfarçados de bandarilheiros, membros da sua quadrilha, e que por ter despendido avultadas quantias de dinheiro para sustentar as famílias dos presos políticos.
Depois de se retirar foi apoderado de Luis Miguel Dominguín e de António Ordoñez. 
Exilado no Equador, a partir de onde apoiava os movimentos de esquerda em guerrilha na Venezuela, criou uma ganadaria chamada Aracataca e chegou a gerir a praça de touros de Quito. Encontrado morto num quarto de hotel, a sua morte está envolta em polémica, constando que se suicidou por um desgosto de amor.